# Станиславка (Харьковская область)
Станиславка (укр. Станіславка) — село, 
Безмятежненский сельский совет,
Шевченковский район,
Харьковская область.
Код КОАТУУ — 6325781505. Население по переписи 2001 года составляет 37 (18/19 м/ж) человек.

## Географическое положение
Село Станиславка находится на левом берегу реки Волосская Балаклейка,
выше по течению на расстоянии в 4,5 км расположено село Волосская Балаклея,
ниже по течению на расстоянии в 2 км расположено село Безмятежное.
По селу протекает безымянная речушка, выше по течению которой на расстоянии в 1,5 км расположено село Кравцовка.

## История
- 1800 — дата основания.